# 二式高等練習機
二式高等練習機（にしきこうとうれんしゅうき）は、第二次世界大戦時の大日本帝国陸軍の練習機。試作名称（機体計画番号。キ番号）はキ79。略称・呼称は二式高練。開発・製造は満州飛行機。
九七式戦闘機を高等練習機化した機体。

## 概要
1940年（昭和15年）に陸軍は旧式化しつつあった九七式戦闘機を単座および複座の高等練習機に転換する計画をたてた。開発は陸軍航空工廠と満州飛行機が共同で当たり、1941年（昭和16年）に試作1号機を完成させ、1942年（昭和17年）1月に二式高等練習機として制式採用となった。
九七戦からの主な変更点は、エンジンを低馬力のものに換装したこととそれに伴う重心位置の変更、プロペラの変更、開放型の風防（キャノピー）への変更等であった。単座の甲型と複座の乙型の他、計画・試作で終わった丙型と丁型（プロペラおよびエンジンの違い）が存在する。総生産機数は3,710機で、この中には1945年（昭和20年）に試作された木鋼製化された機体1機も含まれている。
操縦性能は九七戦の特性を受け継いで良好であり、整備もし易い機体だったため、部隊からは好評で終戦まで生産は続けられた。大戦末期には特攻機として使用された機体も少なからずあり、また日本本土空襲時には来襲するアメリカ軍機の邀撃にも一部が投入されている。1945年（昭和20年）2月16日には、飛行場掃射のため関東地方に初来襲したアメリカ海軍第58機動部隊の空母艦載機を千葉県横芝陸軍飛行場の第39教育飛行隊が二式高練で邀撃。戦死5名の被害を出すものの、F6F-5 1機を確実撃墜する戦果を残している（米海軍第80戦闘飛行隊機。撃墜機残骸確認）。この戦果は古くはノモンハン事件で九七戦をもって、太平洋戦争（大東亜戦争）では一式戦「隼」をもって活躍した飛行第1戦隊のエース・パイロット、当時は第39教育飛行隊の教官でありこの邀撃に出撃した升澤正利少尉機とされる（助教である森脇伍長とともに撃墜を報告）。(海法秀一伍長は森脇伍長単機の撃墜だったと記している。)
本機の現存機はインドネシアのサトリア・マンダラ博物館に、戦後のインドネシア独立戦争で使用された機体が展示されている。

## スペック
- 全長： 7.85 m
- 全幅： 11.5 m
- 全高： 3.28 m
- 主翼面積： 18.56 m2
- 全備重量： 1,300 kg
- エンジン： 日立 ハ13甲 空冷単列星型9気筒エンジン 510 hp/2300 rpm(離昇) ×1
- 最大速度： 340 km/h
- 航続距離： 920 km
- 乗員： 1～2 名
- 武装： （型によって異なる）
  - 7.7 mm機関銃（八九式固定機関銃）×1~2